# Tyne
Pour l’article homonyme, voir Tyne (Écosse).
La Tyne (prononcé en anglais : [taɪn] ) est un fleuve du nord de l'Angleterre, long de 100 km, et qui se jette dans la mer du Nord.

## Cours

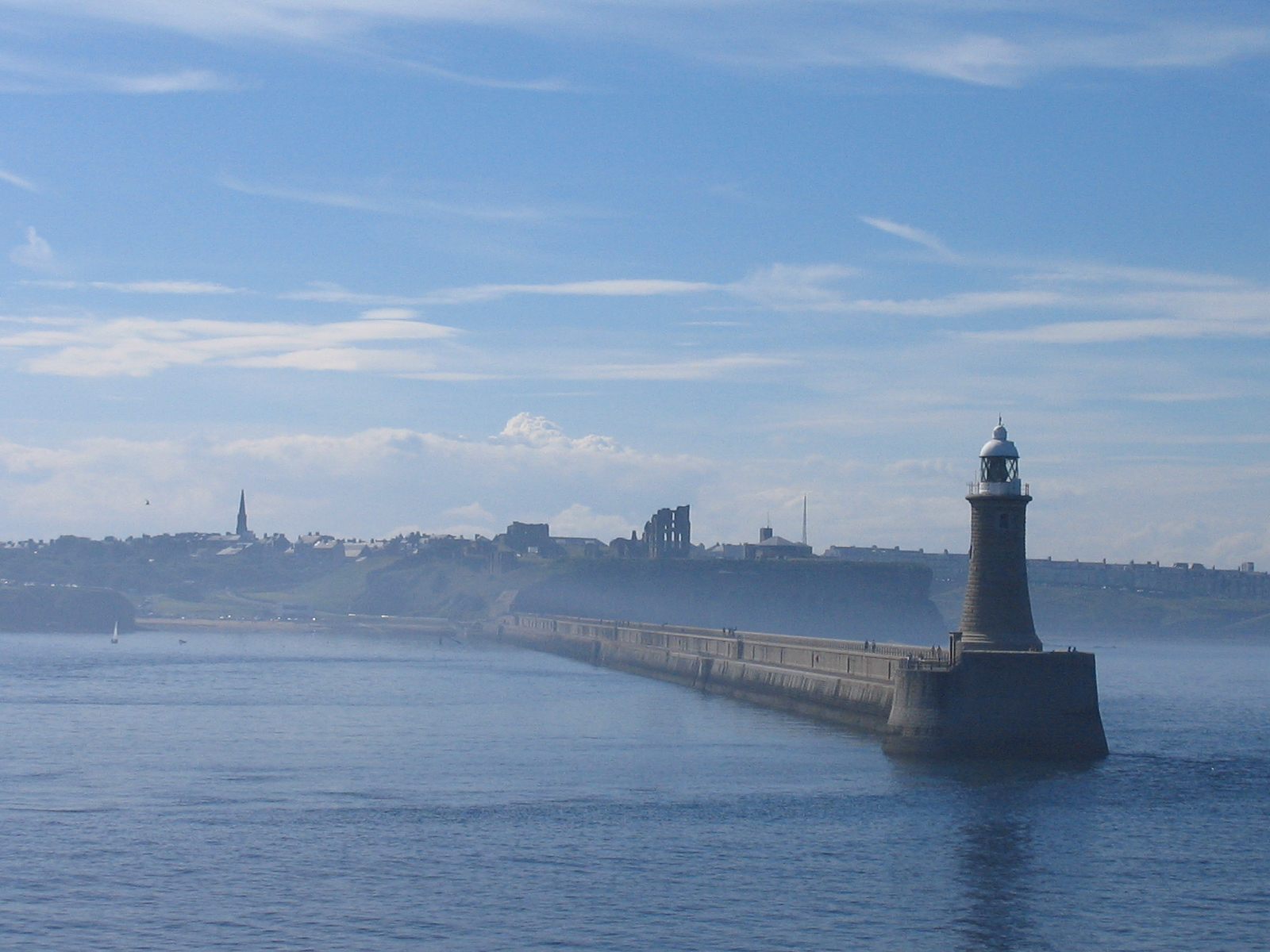
La Tyne aboutit en mer dans le port de Tynemouth

Elle est formée par la confluence de deux rivières, la North-Tyne et la South-Tyne. La North-Tyne prend sa source sur la frontière écossaise, au nord de Kielder Water. La South-Tyne prend sa source à Alston Moore, Cumbria. Sa source est très proche de celles des deux autres fleuves du nord-est, la Tees et la Wear. Ces deux rivières se rejoignent à Warden Rock, près de Hexham dans le Northumberland, à un endroit appelé la Rencontre des Eaux.
Le fleuve servait de frontière entre le comté de Durham (au sud) et le Northumberland (au nord), avant le remaniement de 1974. La Tyne fut une route importante pour l'exportation du charbon à partir du XIIIe siècle jusqu'au déclin des mines de charbon du nord, au milieu du XXe siècle.
Elle sépare deux villes importantes, Newcastle upon Tyne et Gateshead. Elle se jette dans la mer du Nord entre South Shields et Tynemouth.

## Histoire
Le peintre Turner la représente dans le tableau Installation défensive sur la rivière Tyne qui fait partie d'une série Les Rivières d'Angleterre en 1823. C'est une aquarelle sur papier conservée à la Tate Britain à Londres.

## Sources
- (en) Cet article est partiellement ou en totalité issu de l’article de Wikipédia en anglais intitulé « River Tyne » (voir la liste des auteurs).